# جورج ونستون رويس
جورج ونستون رويس (بالإنجليزية: Winston W. Royce)‏ - (7 يونيو 1929-1995) هو عالم كمبيوتر أمريكي، ومدير في شركة لوكهيد ومركز تكنولوجيا البرمجيات في أوستن (تكساس)، وكان رائدًا في مجال تطوير البرمجيات. اُشتهر بورقة نموذج الشلال في عام 1970.